# Замок Гайденрайхштайн (Нижня Австрія)
Замок Гайденрайхштайн (нім. Burg Heidenreichstein) розташований біля міста Гайденрайхштайн (17 км від міста Ґмюнд) округу Ґмюнд землі Нижня Австрія.

## Історія
Замок на воді Гайденрайхштайн походить з 1180/90 рр. Його заклали бургграфи Гарс-Еггенбург (нім. Gars-Eggenburg), васали графів фон Раабс для захисту двох шляхів до Богемії. З 1348 замок перейшов до Альбрехта фон Пухгайм (нім. Albrecht von Puchheim), що переїхав з Верхньої Австрії. Романський замок складався з донжону, обведеного мурами з вежами двору. Тут його родина прийняла титул від замку, значна розбудова якого розпочалась 1400 р. В час Гуситських війн повсталі селяни без успіху взяли в облогу замок, чия розбудова припинилась у 1425–1431 роках. У XV ст. знаходився суд округу. Земельним маршалом Австрії був Вільгельм фон Пухгайм, котрий відзначився 1532 у битві з турками. Його син Крістоф збудував ренесансний пригородок (форверк) (1549). До замку ведуть два мости з розвідними частинами через ренесансні портали. У Тридцятирічну війну 1621 спалили місто і околиці замку, який не атакували. Гайденрайхштайн підняли у 1650 році до графства. Отто фон Волькра став імперським графом, але через борги продав замок графам Палффі (1670). Микола Палффі у 1714 році відновив замок. Палффі отримав титул князів (1807), а 1900 провели велику реконструкцію замку, що супроводжувалась заміною старих конструкцій. Династія Палффі у 1947 році вигасла і замок перейшов до графа Рудольфа ван дер Стратен-Понтгоц, колишнього ад'ютанта ерцгерцога Франца Фердинанда. Як і інші замки,у 1945 був пограбований. Його донька одружилась з графом фон Кінські, до якого 1961 перейшов замок. Замок Гайденрайхштайн відкритий протягом усього річно для відвідування, на відміну від більшості замків, влітку у зовнішньому дворі проходять театральні вистави.

## Джерела

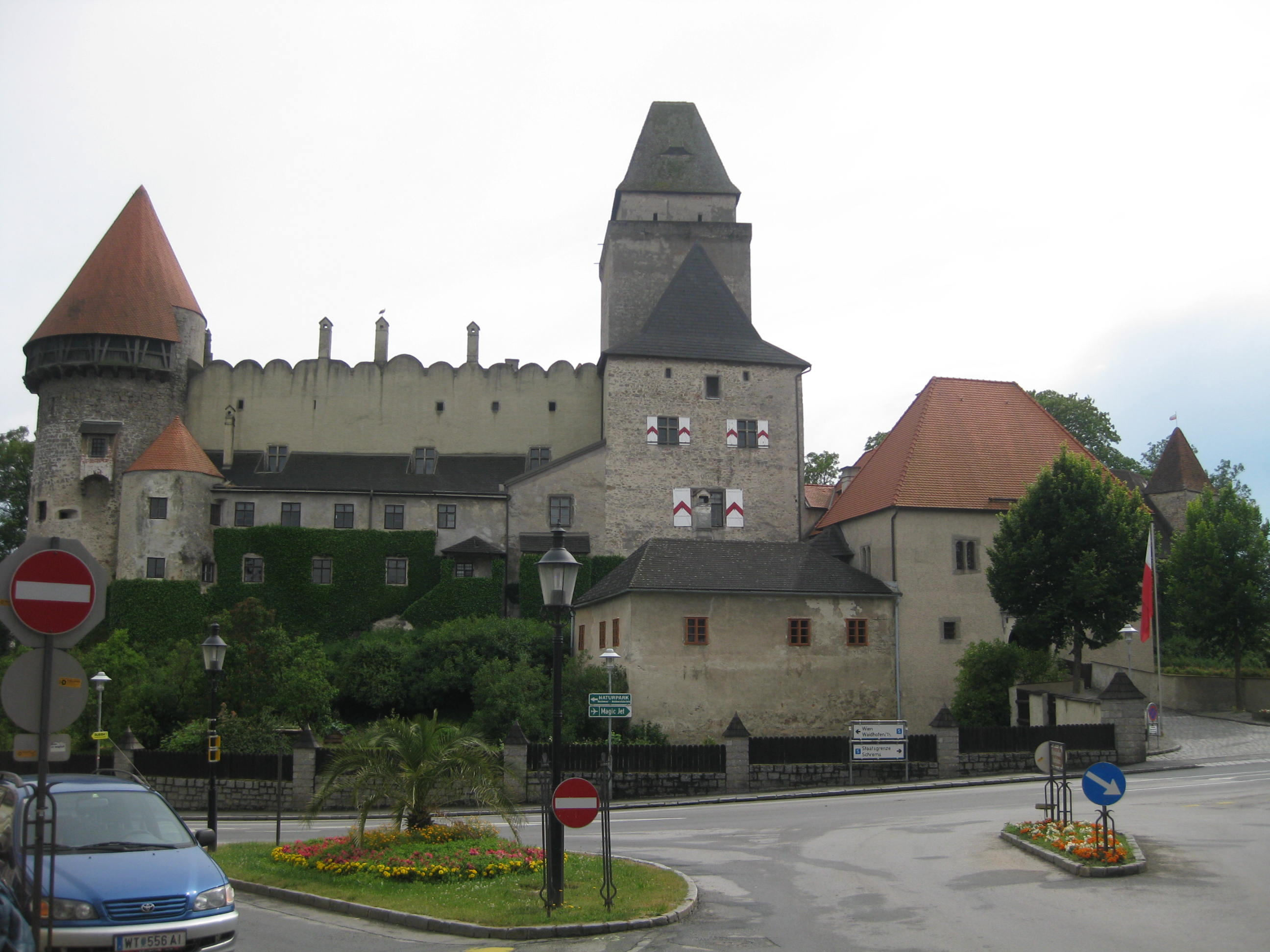
Замок Гайденрайхштайн